# Загадочный Дэйв Мазер
Дэвид Аллен Мазер ((англ. David Allen Mather); более известный как Загадочный Дэйв (англ. Mysterious Dave); 10 августа 1851, Сейбрук, США — неизвестно) — американский законник и преступник времён Дикого Запада.

## Биография
Родился 10 августа 1851 года в городе Сейбрук (штат Коннектикут) в семье Улисса и Ликии Мазер, был старшим из трёх сыновей. Предки Дэвида были англичанами. Некоторые родственники Мазера были юристами в Массачусетсе.
Был немногословным человеком, за что и получил прозвище Загадочный Дэйв.
Когда Дэвиду было 16 лет, его родители умерли. Тогда он, вместе с братом Джосайей Райтом, отправился на Запад. Занимался скотоводством в округе Шарп, Арканзас. Возможно, вместе с братом охотился на буйволов. В 1874 году впервые посетил Додж-Сити, Канзас. Также появлялся в Денвере, Колорадо. Посещал салуны, выпивал. Наблюдал за игрой в покер, но сам не играл.
В 1878 году, вместе с Уайеттом Эрпом, торговал поддельными золотыми слитками в Мобити, Техас.
В 1879 году состоял в отряде Бэта Мастерсона. В том же году был арестован вместе с конокрадом Датчем Генри Борном, но вскоре был освобождён. Чуть позже, его арестовали за соучастие в ограблении поезда недалеко от Лас-Вегаса, Нью-Мексико. Был оправдан. После этого был назначен заместителем маршала Лас-Вегаса. Также служил в полиции восточного Лас-Вегаса. Вошёл в состав банды Додж-Сити.
22 января 1880 года Ти Джей Хаус, Джеймс Уэст, Джон Дорси и Уильям Рэндалл зашли в «Close & Patterson Variety Hall». Маршал Джо Карсон попросил их показать оружие для проверки, но они отказались. Началась перестрелка. Карсон был убит. Мазер убил Рэндалла и ранил Уэста. Дорси и Хаус сбежали. Мазер был назначен новым маршалом Лас-Вегаса. Некоторое время служил помощником маршала в Эль-Пасо, Техас. Был ранен в результате ссоры в одном из борделей. 13 апреля 1882 года предстал перед судом по обвинению в краже бриллиантовых колец и часов у Джорджии Морган. Оправдан.
Вернулся в Додж-Сити и, 1 июня 1883 года, стал помощником городского маршала. Также стал заместителем шерифа округа Форд. 
Став совладельцем «Opera House Saloon» на Фронт-стрит, Мазер захотел превратить это заведение в танцевальный дом. Городской совет был против такого решения, так как здание находилось в центре города. При этом, совет не препятствовал работе танцевального зала, принадлежащего Томасу Никсону. Городские власти аргументировали это отдалённостью зала. Между Мазером и Никсоном началась вражда. В 1884 году власти сняли Мазера с должности помощника маршала и поставили на эту должность Никсона. 18 июля 1884 года Никсон выстрелил в Мазера из пистолета, но не нанёс серьёзных ранений. Шериф Пэт Сугар схватил Никсона, но Мазер не стал выдвигать никаких обвинений. Три дня спустя, Мазер убил Никсона выстрелом в спину. Дэйв заявил, что это была самооборона и был признан невиновным. 10 мая 1885 года в одном из салунов играл в карты с Дэвидом Барнсом. Возникла ссора, Барнс был убит. После этого был выгнан из города маршалом Биллом Тилгманом.
Служил маршалом в городах Канзаса и Небраски. По одной из версий, переехал в Сан-Франциско и сел на корабль в Ванкувер. Вступил в Королевскую канадскую конную полицию. Однако эти факты не подтверждёны.
Дальнейшая судьба Дэйва Мазера неизвестна. Загадочный Дэйв просто исчез.

## В популярной культуре
- Упоминается в 6-м эпизоде 13-го сезона сериала «Сверхъестественное»[8][9].